# Giới chuyên môn
Giới chuyên môn hay giới chuyên gia (tiếng Anh: professional–managerial class, viết tắt: PMC) ý chỉ tầng lớp xã hội thuộc về chủ nghĩa tư bản chuyên kiểm soát quy trình sản xuất - sáng tạo thông qua các kỹ năng quản lý cấp cao, họ không thuộc về giai cấp vô sản hay tư sản. Nhóm các chuyên gia thuộc tầng lớp trung lưu này được phân biệt với các tầng lớp xã hội khác bởi trình độ giáo dục - đào tạo, điển hình là năng lực kinh doanh và bằng cấp đại học, với những nghề nghiệp như cán bộ giảng dạy (giảng viên), giáo viên, người làm công tác xã hội, kỹ sư, nhà quản lý, y tá, điều dưỡng viên và nhà quản trị cấp trung. Giới chuyên gia thường có thu nhập trên trung bình tại đất nước của họ.

## Một số chuyên gia nổi bật tại Việt Nam
- GS. Đặng Lương Mô (1936) – nhà khoa học trong lĩnh vực vi mạch, cố vấn cao cấp tại Trung tâm Nghiên cứu và đào tạo thiết kế vi mạch (ICDREC) trực thuộc Đại học Quốc gia Thành phố Hồ Chí Minh[4]
- Phạm Chi Lan (1945) – nhà kinh tế học, chuyên gia kinh tế
- TS. Nguyễn Trí Hiếu (1947) – chuyên gia tài chính-ngân hàng người Mỹ gốc Việt
- GS. Trần Văn Thọ (1949) - nhà nghiên cứu có nhiều đóng góp về tư duy kinh tế cho Việt Nam
- TS. Lê Xuân Nghĩa (1952) – chuyên gia kinh tế
- TS. Võ Trí Thành (1955) - chuyên gia kinh tế, Phó Viện trưởng Viện nghiên cứu Quản lý Kinh tế CIEM
- PGS.TS. Trần Đình Thiên (1958) – chuyên gia kinh tế, nhà tư vấn chính sách vĩ mô
- TS. Vũ Đình Ánh - chuyên gia kinh tế, chuyên về lĩnh vực giá ở Việt Nam. Ông nguyên là Phó Viện trưởng Viện Nghiên cứu thị trường - giá cả (Bộ Tài chính)
- Nguyễn Minh Cường – chuyên gia kinh tế trưởng ADB tại Việt Nam
- GS.TS. Nguyễn Văn Chính – giảng viên tại Khoa Việt Nam học và Tiếng Việt, nguyên Trưởng Khoa Ngôn ngữ học trường Đại học Khoa học Xã hội và Nhân Văn, Đại học Quốc gia Hà Nội, chuyên gia trong lĩnh vực dạy tiếng Việt cho người nước ngoài
- Hans Nguyễn – Cố vấn trưởng Dragon Capital Việt Nam. Ông có hơn 20 năm kinh nghiệm làm việc ở tập đoàn đầu tư tài chính quốc tế, trong đó 8 năm đảm nhận vị trí Giám đốc đầu tư Zurich Insurance Group cùng với đó là hơn 10 năm kinh nghiệm quản lý danh mục hơn 5 tỷ USD; Cố vấn tài chính mảng Private Banking & Wealth Management tại UBS AG các khu vực Zurich, New York, Luxembourg[5]
- Lê Hoàng Châu (1958) – chuyên gia bất động sản, Chủ tịch Hiệp hội Bất động sản Việt Nam (HoREA)
- Nguyễn Thế Điệp – chuyên gia bất động sản, Phó Chủ tịch CLB Bất động sản Hà Nội
- Dương Thùy Dung – chuyên gia bất động sản, Giám đốc điều hành CBRE Việt Nam